# ترک‌اوبا (خیزی)
ترک‌اوبا (به ترکی آذربایجانی: Türkoba) یک منطقه مسکونی در جمهوری آذربایجان است که در شهرستان خیزی واقع شده است.